# Six Tueurs pour un massacre
Pour plus de détails, voir Fiche technique et Distribution.
Six Tueurs pour un massacre (Sei bounty killers per una strage) est un western spaghetti italien sorti en 1973, réalisé par Franco Lattanzi.

## Synopsis
Le gouverneur du Kansas recrute six chasseurs de primes pour libérer sa femme et sa fille. Elles sont prisonnières d'un bandit qui règne sur Abilene.

## Fiche technique
- Titre original italien : Sei bounty killers per una strage
- Titre français : Six Tueurs pour un massacre[1]
- Genre : western spaghetti
- Réalisateur : Franco Lattanzi
- Scénario : Ottavio Dolfi, Ambrogio Molteni
- Musique : Piero Piccioni
- Production : Fiorfilm
- Photographie : Giovanni Varriano
- Montage : Franco Lattanzi
- Durée : 83 minutes
- Maquilleur : Gennaro Visconti
- Pays :  Italie
- Langue originale : italien
- Année de sortie : 1973

## Distribution
- Robert Woods : Stephen McGowan, "Le Ténébreux"
- Donald O'Brien : "L'Irlandais"
- Attilio Dottesio : "Cimetière"
- George Wang : Messinas
- Mauro Mannatrizio : Kid Fraser, dit "Siffleur"
- Maria Luisa Sala : Linda
- Giovanna Mainardi : la femme du gouverneur
- Victor Stocchi : Sansone
- Fiorella Mannoia : Rossella
- Antonio Dimitri : Lord
- Lorenzo Piani : l'adjoint au shérif
- Barbara Betti : Chiquita
- Ivan Greeve : "Le Boiteux"
- Mario Dardanelli : Martin